# Production Partner
Production Partner ist ein sechsmal im Jahr erscheinendes, deutschsprachiges Fachmagazin für Veranstaltungstechnik. Ursprünglich gab es im Wechsel zwei Ausgaben, eine mit rotem und eine mit blauem Rand. Die rote Ausgabe trug den Untertitel „Audio, Video, PA, Medien-Technik“ und verstärkte ab den späten 1990er Jahren die Berichterstattung über digitale Videoeffekte, Compositing und Computeranimation. In den frühen 2000er Jahren gab der Verlag diese Linie auf und konzentrierte sich auf die blaue Ausgabe, die sich  an Techniker in den Veranstaltungsfachrichtungen Beschallung, Lichttechnik, Bühnentechnik und Videotechnik richtet. Production Partner entstand im MM Musik Media Verlag in Köln, der später mit weiter bestehender Niederlassung in Köln in der Ebner Media Group GmbH & Co. KG (Sitz in Ulm) aufging. Die aktuelle Verbreitung wird jeweils durch die Informationsgemeinschaft zur Feststellung der Verbreitung von Werbeträgern (IVW) geprüft und veröffentlicht.

## Inhalte
Production Partner berichtet über die technische Planung und Realisation von Veranstaltungen, veröffentlicht Interviews mit den Planern und Technikern und führt unabhängige Produkttests durch. Im Mittelpunkt, insbesondere der Tests von Lautsprechern für Veranstaltungen und Großbeschallungen, steht die messtechnische Erfassung der Leistungsdaten, wie der maximal möglichen Pegel oder räumlichen Abstrahlcharakteristik. Im wachsenden Markt der veranstaltungsspezifischen Beleuchtungsindustrie beobachtet Production Partner den Markt und prüft Scheinwerfer, Lichtsteuerungen, Medienserver, Zuspielgeräte, Videotechnik, Zubehör uvm. auf deren Qualität und Einsatzmöglichkeiten.

## Geschichte
Das ebenfalls bei Musik-Media erscheinende Magazin Gitarre & Bass (früher: Musiker) wurde 1989 um einen Sonderteil Licht & Ton erweitert, der mit den Redakteuren Detlef Hoepfner und Ebi Kothe ergänzend die Themen aus der Beschallungs- und Lichttechnik abdeckte. Das bis dahin im gleichen Verlag erscheinende dB Magazin für Studiotechnik wurde ab 1990 durch Production Partner unter der Leitung von Walter Wehrhan (Chefredaktion) und Detlef Hoepfner (Stellv. Chefredakteur) ersetzt und mit den Themen aus Licht & Ton ergänzt. 1999 wurde entsprechend der Marktentwicklung bei audiovisueller Medientechnik für Festinstallationen aus diesem neuen Themenkomplex zusätzlich die Schwesterzeitschrift Professional System entwickelt. Der Themenkomplex Event-Marketing wurde bereits ab 1996 in dem Titel Event Partner weitergeführt, der sich an Agenturen, Dienstleistungsunternehmen und Veranstalter richtet. Im März 2002 wurde das in der Verlagsgruppe Ebner Ulm erscheinende Audio Professional – Das Magazin für professionelle Audiotechnik ebenfalls in Production Partner integriert.
Ab 2006 gab es eine weitere thematische Fokussierung: Alle Themen aus der Tonstudio- und Aufnahmetechnik wurden an das ab 2006 erscheinende Magazin Sound & Recording übergeben, seitdem konzentriert sich Production Partner ausschließlich auf die Veranstaltungstechnik.
Zum 1. Februar 2018 übergab Walter Wehrhan die Chefredaktion an den langjährigen Online- und Print-Redakteur Marcel Courth. Seitdem bestand die Redaktion aus dem stellvertretenden Chefredakteur Detlef Hoepfner sowie der Redakteurin Lena Voss. Ab 2021 werden die Themenstränge Production Partner, Event Partner und Professional System unter der Chefredaktion von Detlef Hoepfner und Martina Courth geführt und gemeinsam mit der Dachmarke Leat (Eigenschreibweise: LEaT) für Weiterbildungs- und Eigenveranstaltungs-/Konferenzformate als "Unit Professional Technology & Live-Communication" von Marcel Courth innerhalb der Ebner Media Group verantwortet.